# Dolina Tarnowiecka

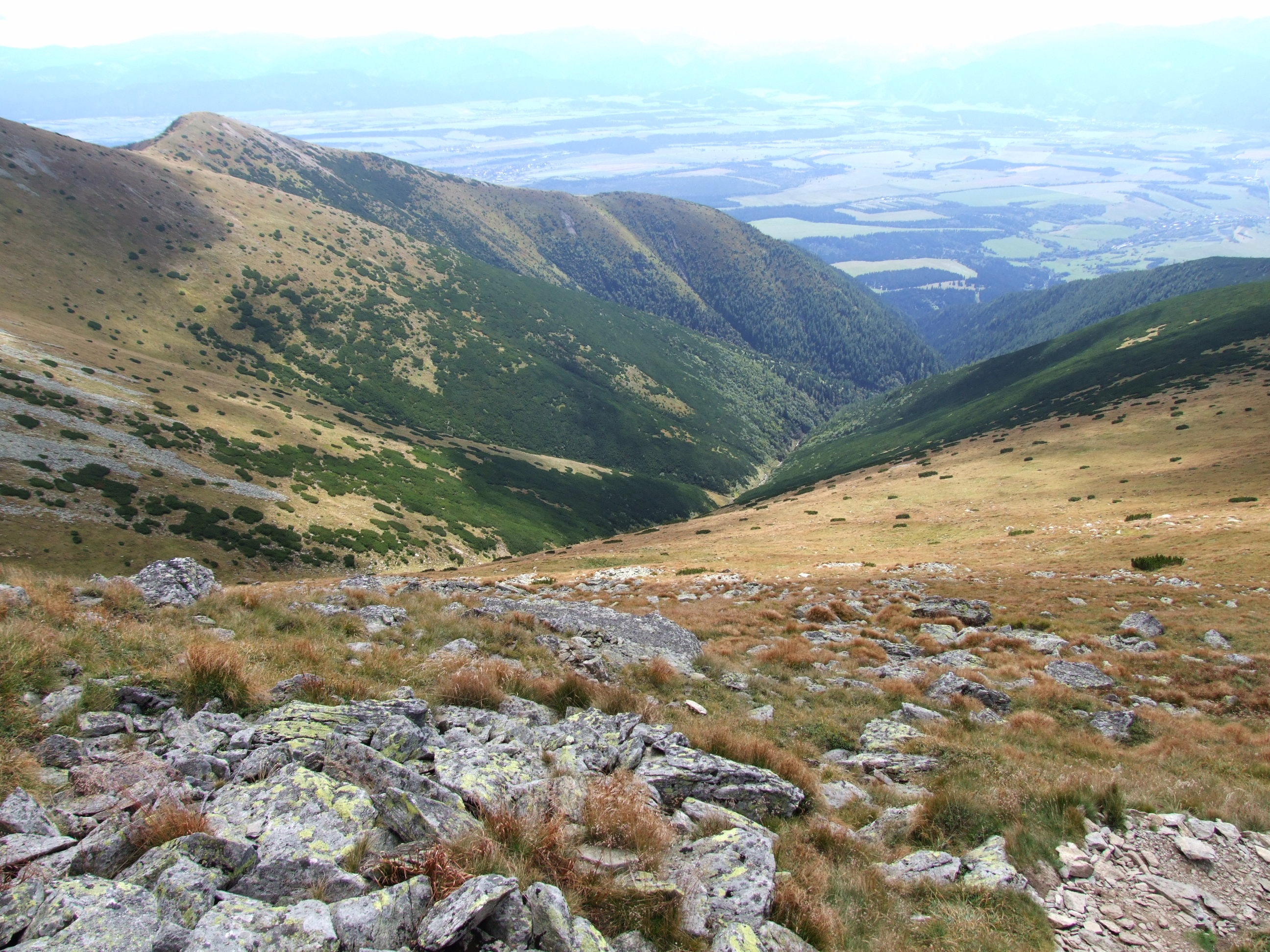
Dolina Tarnowiecka, widok z grani południowo-zachodniej

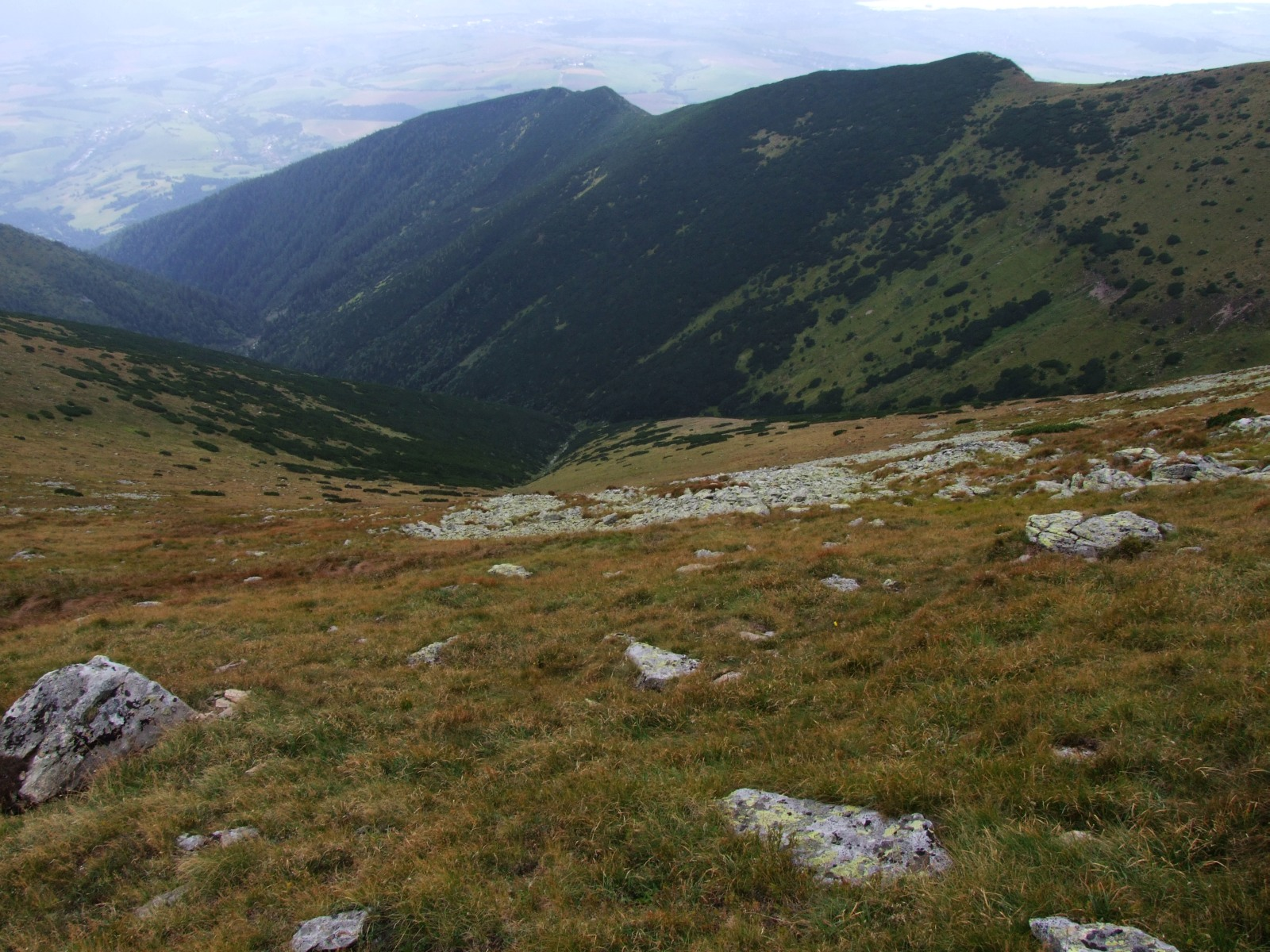
Dolina Tarnowiecka, widok z grani południowo-wschodniej

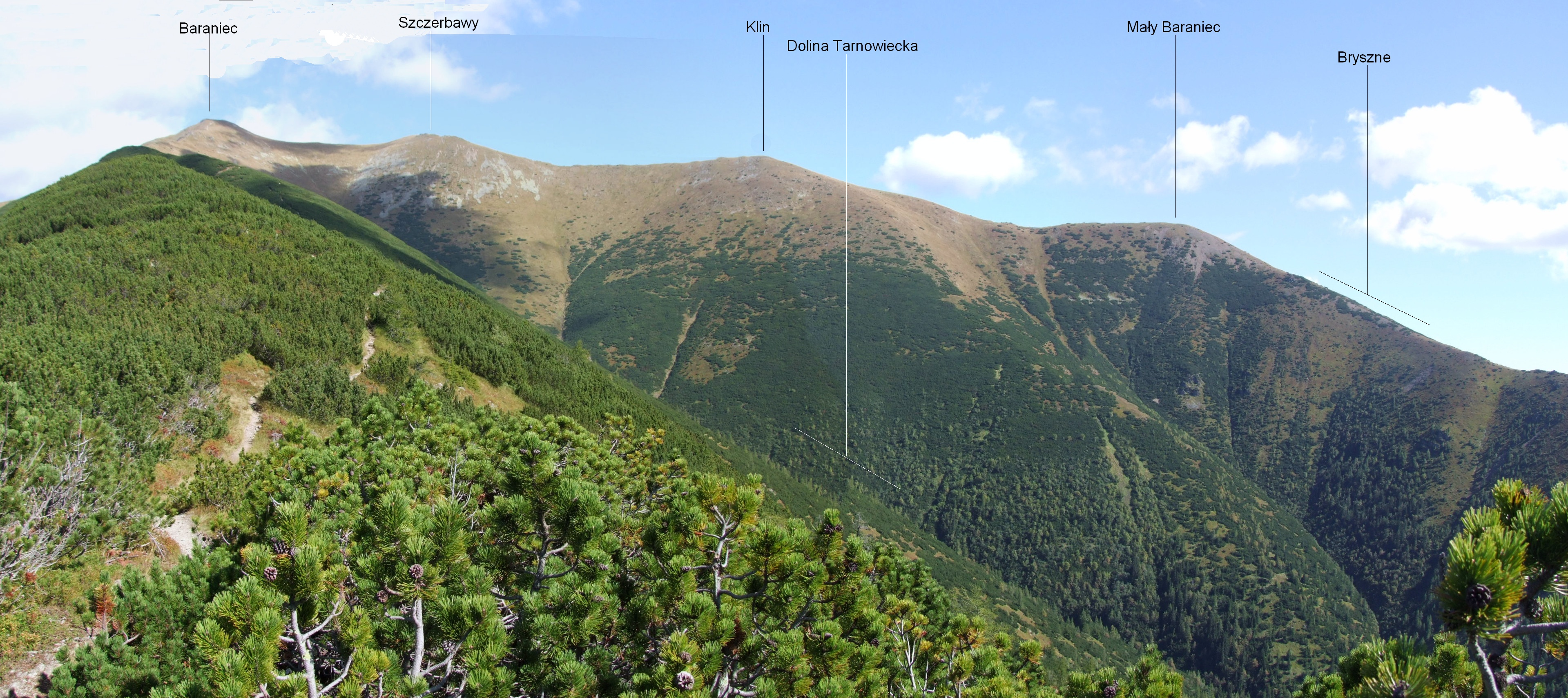
Górna część Doliny Tarnowieckiej

Dolina Tarnowiecka lub dolina Tarnowiec (słow. Trnovská dolina, Trnovec) – dolina położona w słowackiej części Tatr Zachodnich u stóp Barańca – trzeciego co do wysokości szczytu tej części Tatr.

## Nazewnictwo
Nazwę doliny i znajdującej się na niej dawniej hali Tarnowiec wywodzi się od miejscowości Liptowski Tarnowiec (Liptovský Trnovec) nad Jeziorem Liptowskim, jednakże brak dokumentów potwierdzających związki między tą miejscowością a Doliną Tarnowiecką. Wiadomo natomiast, że na początku XX wieku wypas prowadzili tutaj pasterze ze wsi Jakubowiany i Końska.

## Topografia
Dolina na północy podchodzi pod sam wierzchołek Barańca (2185 m). Jej zbocza tworzą dwie granie opadające z jego wierzchołka do Kotliny Liptowskiej. Od zachodu jest to południowo-zachodnia grań Barańca z wierzchołkiem Goły Wierch, oddzielająca ją od Doliny Żarskiej, wschodnie zbocza doliny tworzy południowo-wschodnia grań Barańca z wierzchołkami Szczerbawy, Klin i Mały Baraniec, oddzielająca ją od sąsiedniej Doliny Jamnickiej. W dolnej części wschodnie zbocza doliny tworzą odchodzący od Małego Barańca grzbiet Bryszne, oddzielający ją od Kobylego Żlebu.
Głównym ciekiem wodnym doliny jest potok Tarnowieczanka (Trnovec), mający swoje źródła niewiele poniżej wierzchołka Barańca i będący prawym dopływem Wagu, wpadającym do niego poza Tatrami, w miejscowości Beňadiková.

## Opis doliny
Górna część doliny znajduje się na granicy dwóch rodzajów skał metamorficznych: gnejsów od zachodu i migmatytów od wschodu. Obszar ten jest porośnięty trawą i kępami kosodrzewiny. Część środkowa zarasta kosodrzewiną, zaś wąska część dolna, przechodząca w skalisty wąwóz z wodospadami, jest całkowicie zalesiona. Wylot Doliny Tarnowieckiej znajduje się na wysokości 896 m, mniej więcej w połowie odległości między wylotami Doliny Żarskiej i Doliny Wąskiej. W środkowej części Doliny Tarnowieckiej (na wysokości ok. 1400 m) znajduje się Polana Limbia, kiedyś stał na niej pasterski szałas.
Dolina Tarnowiecka turystycznie nie jest dostępna. Jedynie jej wylot przecina Magistrala Tatrzańska i małym fragmentem dolnej części doliny prowadzi niebieski szlak na Goły Wierch. W wylocie doliny jest rozdroże pod Gołym Wierchem. Z rozdroża tego szlaku i tatrzańskiej magistrali jest dobry wgląd w głąb dolnej części doliny, dobrze widać stamtąd jej wąwozowy charakter.

## Szlaki turystyczne
czerwony (fragment Magistrali Tatrzańskiej): wylot Doliny Żarskiej – Pod Uboczą – rozdroże pod Gołym Wierchem – wylot Doliny Wąskiej. Czas przejścia: 2:25 h
  niebieski: Jakubowiany – rozdroże pod Gołym Wierchem – Goły Wierch. Czas przejścia od rozdroża na Goły Wierch: 2:30 h, 1:50 h
 rowerowy: Liptowski Mikułasz – Żar – wylot Doliny Żarskiej – Pod Uboczą – rozdroże pod Gołym Wierchem – wylot Doliny Wąskiej – autokemping „Raczkowa” – Przybylina
 rowerowy: Liptowski Mikułasz – Jakubowiany – rozdroże pod Gołym Wierchem